# Love Me (The 1975)
Love Me è un singolo discografico del gruppo musicale inglese The 1975, pubblicato nel 2015 ed estratto dal loro secondo album in studio I Like It When You Sleep, for You Are So Beautiful Yet So Unaware of It.

## Tracce
- Download digitale

1. Love Me – 3:42

## Video
Il videoclip della canzone è stato diretto da Diane Martel ed è stato pubblicato il 28 ottobre 2015.

## Classifiche
| Classifica (2015) | Posizione raggiunta |
| ----------------- | ------------------- |
| Regno Unito       | 20                  |